# 무라타 렌지
무라타 렌지(村田蓮爾, Range Murata, 1968년 10월 2일~)은 일본의 삽화가이자 디자이너이다. 오사카부 출신이다. 혈액형은 AB형이다. 대표작인 라스트 엑자일과 청의 6호에서 캐릭터 디자인을 담당했다.
오사카 예술대학 미술학부 디자인학과 인더스트리얼 디자인 코스를 중퇴했다. 그는 1990년대 초반 비디오 게임 디자인으로 경력을 시작했으며, 2003년 플레이스테이션 2로 발매된 스파이 픽션 등에서 캐릭터 디자인을 해 왔다.
작품으로 미소녀나 수수한 남성 캐릭터를 그리는 경우가 많아 일본 국내외로 평판이 높다.
2006년 제 37회 성운상 아트 부문 등을 비롯해 다수의 상을 수상받았다.

## 작품 목록

### 애니메이션
- 애니매트릭스
- 청의 6호(青の6号)[4]
- 라스트 엑자일[5]
- 마르두크 스크램블
- 샹그리라
- 라스트 엑자일 -은빛 날개의 팜-[6]
- ID-0

### 비디오 게임
- 고케츠지 일족
- 스파이 픽션(スパイフィクション)
- 대전 핫 기믹 쾌락천(対戦ホットギミック 快楽天)

### 삽화
- 진격의 거인 격절도시의 왕녀(進撃の巨人 隔絶都市の女王)[7]
- LIKE A BALANCE LIFE
- futurhythm
- formcode
- robot